# Mud (группа)
Mud — британская поп-рок-группа, прославившаяся в расцвете глэм-рока хит-синглами с 1973—1974, большинство которых написана продюсерским дуэтом Ники Чинн — Майк Чепмен («Dyna-Mite», «Tiger Feet», «Crazy», «Hypnosis», «The Cat Crept In», «Rocket»).
В 1979 группа распалась, после Грей гастролировал с Les Gray’s Mud. Стайлс вошёл в группу The Hollies. Дэвис стал успешным сонграйтером (в соавторстве с Кэти Деннис написал «Can’t Get You Out Of My Head» для Кайли Миноуг). Маунт прекратил карьеру в музыке и ушёл в страховой бизнес.

## Состав
Роб Дэвис — гитара (род. 1 октября 1947 в Каршелтоне, Саррей)

Лес Грей (род. 9 апреля 1946 в Каршелтоне, умер 21 февраля 2004 в Лагосе, Португалия

Дэйв Маунт — ударные (род. 3 марта 1947 в Каршелтоне, умер 2 декабря 2006 в Каршелтоне)

Рэй Стайлз (род. 20 ноября 1946 в Гилфорде, Саррей)

## Дискография
Синглы
- «Flower Power» (1967)
- «Up the Airy Mountain» (1968)
- «Shangri-La» (1969)
- «Jumping Jehosaphat» (1970)
- «Crazy» (1973) # 12 UK
- «Hypnosis» (1973) # 16 UK
- «Dyna-mite» (1973) # 4 UK
- «Tiger Feet» (1974) #1 UK
- «The Cat Crept In» (1974); # 2 UK
- «Rocket» (1974) # 6 UK
- «Lonely This Christmas» (1974) # 1 UK
- «The Secrets That You Keep» (1975) # 3 UK
- «Oh Boy» (1975) # 1 UK
- «Moonshine Sally» (1975) # 10 UK
- «One Night» (1975) # 32 UK
- «L’L’Lucy» (1975) # 10 UK
- «Show Me You’re a Woman» (1975) # 8 UK
- «Nite on the Tiles» (1976)
- «Beating Round the Bush» (1976)
- «Shake It Down» (1976) # 12 UK
- «Lean on Me» (1976) # 7 UK
- «Slow Talking Boy» (1977)
- «Just Try a Little Tenderness» (1977)
- «Cut Across Shorty» (1978)
- «Drift Away» (1978)
- «Why Do Fools Fall in Love» (1979)
- «Drop Everything and Run» (1979)

 Альбомы 
- Mud Rock (1974); UK # 8
- Mud Rock Volume 2 (1975); UK # 6
- Mud’s Greatest Hits (1975); UK # 25
- Use Your Imagination! (1975) UK # 33
- It’s Better Than Working (1976)
- Mudpack (1976)
- Rock On (1977)
- As You Like It (1979)